# Ратуша (Тарту)
Ратуша (эст. Tartu raekoda) — административное здание в Тарту, место размещения городской администрации. Расположена на Ратушной площади в центре Старого города.

## История
Историческая деревянная застройка центра города и деревянная ратуша 1730 года постройки погибли в грандиозном городском пожаре 1775 года. 
Современное здание ратуши строилось с 1782 по 1786 год, отделочные работы велись до 1789 года, проект здания выполнил архитектор Иоганн Генрих Вальтер. В правом крыле цокольного этажа была устроена городская весовая (важня) с выездами на боковую и заднюю сторону здания. Цокольные помещения и подвал заняла тюрьма. В верхних этажах разместилось городское управление (магистрат).

## В искусстве
В фильме «Имена в граните» (2002) по сюжету киноленты в мае 1918 года, во времена оккупации Эстонской республики Германской империей, когда власть размышляет о создании Балтийского герцогства, несколько гимназистов коммерческого училища г. Тарту пробираются на городскую ратушу и устанавливают флаг Эстонской республики. 
В 2015 году роман Тавета Атласа «Помост ужасов на крыше тартуской ратуши» был признан лучшим романом эстонского автора в ежегодном конкурсе «Сталкер», проводимом Союзом эстонской фантастики.